# Europejski Instytut Norm Telekomunikacyjnych

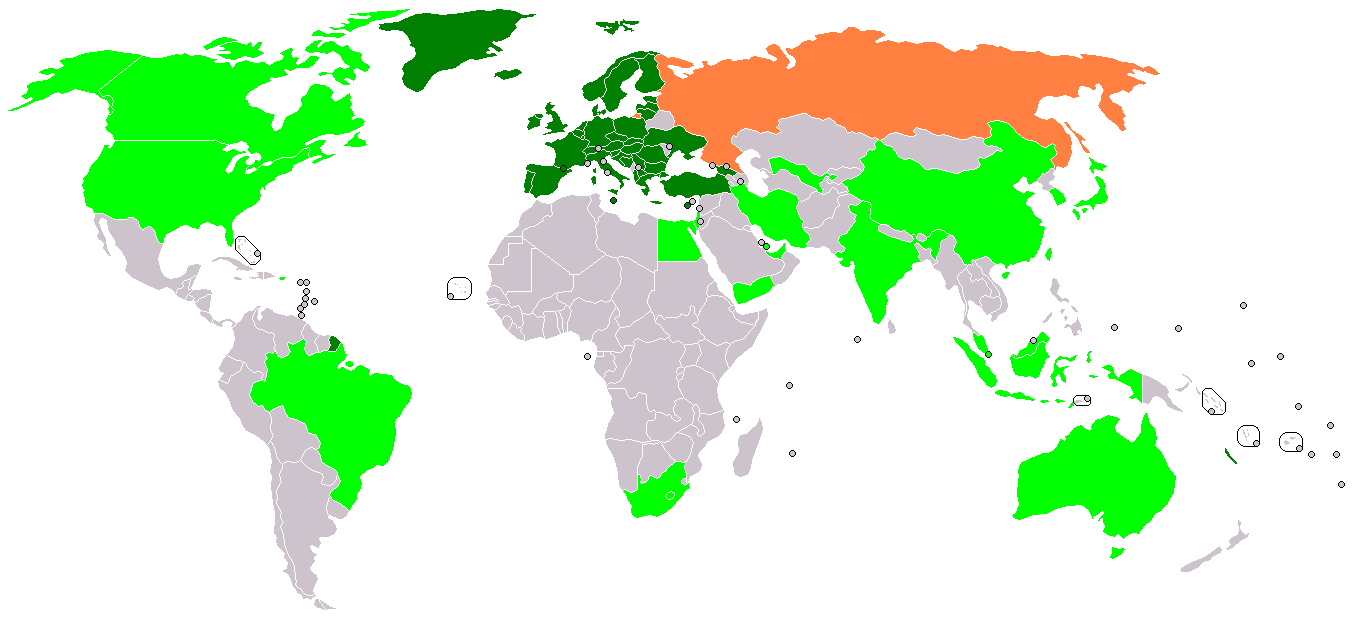
Europejski Instytut Norm Telekomunikacyjnych - członkowie na świecie

Europejski Instytut Norm Telekomunikacyjnych (ang. European Telecommunications Standards Institute, ETSI) – niezależny instytut standaryzacyjny. Podstawowym zadaniem ETSI jest opracowywanie norm niezbędnych do stworzenia europejskiego rynku telekomunikacyjnego.

## Historia powstania
W styczniu 1988 roku podpisano Memorandum of Understanding pomiędzy Europejską Konferencją Administracji Poczty i Telekomunikacji (CEPT) a Komisją Europejską na mocy którego, podczas posiedzenia przedstawicieli obu instytucji 29 marca 1988 roku podjęto decyzję o utworzeniu Europejskiego Instytutu Norm Telekomunikacyjnych.
30 marca 1988 roku odbyło się pierwsze Walne Zgromadzenie organizacji, na którym uchwalono statut w oparciu o podstawy prawne działalności. W 1995 roku uchwalono umiędzynarodowienie prac organizacji przez dopuszczenie do udziału w pracach także instytucji spoza Europy.

## Działalność
Zgodnie ze statutem ETSI jest prywatnym stowarzyszeniem typu „non-profit” działającym zgodnie z prawem francuskim, ponieważ jego siedziba znajduje się w Sophia-Antipolis we Francji. Skupia instytucje zajmujące się opracowywaniem telekomunikacyjnych norm europejskich, z państw biorących udział w pracach Europejskiej Konferencji Administracji Poczty i Telekomunikacji. ETSI jako pierwsza jednostka normalizacyjna zapewnił bezpłatny dostęp do dokumentów normalizacyjnych przez Internet.
Obecnie ETSI poprzez współpracę międzynarodową, realizuje cel, jakim jest opracowywanie dokumentów normalizacyjnych stosowalnych globalnie, spełniających potrzeby społeczności telekomunikacyjnej i komunikacji elektronicznej, jednocześnie spełniając swe podstawowe zadanie jakim jest wspomaganie regulacji i inicjatyw Unii Europejskiej i EFTA. ETSI uczestniczyło w definiowaniu takich standardów jak DECT, GSM, TETRA, MHP, CSA. Ponieważ GSM stał się standardem popularnym na całym świecie, do jego rozwijania powołano konsorcjum standaryzacyjne 3GPP, a ETSI stało się jednym z jego członków.

## Struktura organizacyjna
Najwyższą władzą ETSI wyznaczającą jego ogólną politykę oraz podejmującą organizacyjne i strategiczne decyzje jest Zgromadzenie Ogólne (General Assembly – GA). Składa się ono z przedstawicieli członków pełnych, stowarzyszonych i obserwatorów, a także doradców, będących przedstawicielami Komisji Europejskiej i sekretariatu EFTA. Na posiedzeniach Zgromadzenia Ogólnego prawo do głosowania we wszystkich kwestiach mają jedynie członkowie pełni. Zgromadzenia Ogólne odbywają się dwa razy do roku.
W imieniu Zgromadzenia Ogólnego między jego posiedzeniami działa Rada (ETSI Board).
Sprawuje ona funkcje powierzone jej przez Zgromadzenie Ogólne i przed nim odpowiada za swoją działalność. W skład Rady wchodzi zwykle od 15 do 30 przedstawicieli pełnych członków ETSI, którzy są wybierani większością głosów wyłącznie przez pełnych członków ETSI. przy radzie działa Sekretariat.
W strukturze ETSI znajduje się także Organizacja Techniczna. W skład Organizacji Technicznej wchodzą;
- Technical Committees (TCs),
- ETSI Projects (EPs),
- ETSI Partnership Projests (EPPs).

W strukturze ETSI znajdują się także komitety specjalne (Special Committees). Komitety powoływane są do wykonania określonych zadań.

## Członkostwo w ETSI
Zgodnie ze statutem, członkami ETSI mogą być nie tylko organizacje z krajów Unii, lecz także i z innych krajów europejskich oraz spoza Europy. W 1992 roku ETSI zrzeszał 309 członków pełnych, 8 stowarzyszonych i 56 członków obserwatorów. Obecnie ETSI skupia około 800 członków z całego świata.
Współpracujące instytucje mogą uzyskać status członka pełnego, stowarzyszonego lub członka obserwatora.
672 instytucje (z 35 krajów europejskich) mają status członka pełnego, 191 (z 19 krajów pozaeuropejskich) członka stowarzyszonego oraz 49 obserwatora (z krajów Europy). W Polsce status członka pełnego miało od 1990 roku Ministerstwo Łączności (a po jego likwidacji Ministerstwo Administracji i Cyfryzacji), a od 1991 Instytut Łączności. Inne polskie instytucje które są członkami ETSI to Urząd Komunikacji Elektronicznej, Polska Wytwórnia Papierów Wartościowych, Akademia Górniczo-Hutnicza, Instytut Maszyn Matematycznych, Instytut Logistyki i Magazynowania, T-Mobile Polska S.A., Politechnika Poznańska, Uniwersytet Ekonomiczny w Poznaniu. Obecnie ETSI skupia ponad 750 członków z 64 krajów.

## Krajowe organizacje normalizacyjne ds. ETSI
W Europejskich krajach członkowskich zostały powołane krajowe organizacje normalizacyjne (ang. National Standards Organizations – NSOs). W Polsce rolę NSO, na podstawie ustawy o normalizacji z dnia 3 kwietnia 1993 pełni Polski Komitet Normalizacyjny i Instytut Łączności (za zgodą PKN). Polski Komitet Normalizacyjny i Ministerstwo Łączności podpisały 6 sierpnia 1994 roku deklarację o współdziałaniu przy współpracy z ETSI. Postanowiono, że Instytut Łączności będzie otrzymywać i przechowywać kopie wszystkich dokumentów normalizacyjnych ETSI. Jako jedyna instytucja w Polsce będzie organizować oraz przeprowadzać powszechną ankietyzację i głosowanie nad projektami norm. Będzie także opracowywać i przedstawiać stanowisko krajowe dotyczące opiniowanych dokumentów. Polski Komitet Normalizacyjny natomiast, oprócz przechowywania kopii dokumentów ETSI, będzie przygotowywać do ustanowienia Polskie Normy oparte na normach ETSI, ustanawiać je i publikować. W związku z wejściem w życie nowej ustawy o normalizacji zaszła potrzeba zapewnienia PKN wyłączności reprezentowania Polski za granicą w sprawach dotyczących normalizacji krajowej. Ponadto, w związku z dostosowywaniem polskiego systemu normalizacji do europejskiego, konieczne stało się podpisanie nowego porozumienia pomiędzy PKN a ETSI. W wyniku tego 25 marca 2003 zostało podpisane nowe Memorandum of Understanding między PKN a ETSI. Na mocy tego porozumienia PKN pełni wyłączną rolę krajowej organizacji normalizacyjnej.

## Rodzaje i oznaczenia dokumentów ETSI
Do roku 1997 ETSI publikował:
- dokumenty informacyjne:
  - ETSI Technical Report (ETR),
  - Technical Committee Reference Technical Report (TCR-TR),
  - Technical Committee Technical Report (TC-TR);
- dokumenty normatywne:
  - European Telecommunication Standard (ETS)
  - Interim European Telecommunication Standard (I-ETS),
  - Technical Basis for regulation (TBR),
  - GTS Technical Specification (GSM-TS).

W 1997 roku zostały wprowadzone inne oznaczenia:
- dokumenty informacyjne
  - ETSI Guide (EG),
  - ETSI Technical Reports (TR),
  - Special Report (SR);
- dokumenty normatywne
  - European Standard (telecommunication series) (EN),
  - ETSI Standard (ES),
  - ETSI Technical Specifications (TS).

## Procedury zatwierdzania dokumentów
W zatwierdzaniu dokumentów uczestniczą członkowie ETSI. Przy czym pełni członkowie we wszystkich procedurach i wszystkich dokumentów. Umożliwia to wypracowanie krajowego stanowiska odnośnie do projektów norm ETSI i wpływa na ich treść.

## Głosowanie członkowskie
Głosowanie członkowskie (Member Voting – MV) jest procedurą wprowadzoną przez ETSI w 1997 roku. Dotyczy projektów dokumentów informacyjnych EG i normatywnych ES. Jest to procedura jednostopniowa, w której biorą udział pełni i stowarzyszeni członkowie ETSI. Po zatwierdzeniu projektu normy przez Organizację Techniczną, sekretariat ogłasza głosowanie MV, trwające 60 dni. Głosowanie odbywa się za pośrednictwem internetu.
Prowadzona przez ETSI działalność normalizacyjna jest istotnym czynnikiem tworzenia zharmonizowanego rynku europejskiego w dziedzinie telekomunikacji. Komisja Europejska zdecydowanie popiera plany powstania wspólnego, jednolitego rynku.

## Dostęp do dokumentów
Pojedyncze opublikowane dokumenty ETSI są bezpłatnie udostępniane poprzez stronę internetową. Odpłatnie można zamówić komplet dokumentów na płycie DVD.